# Hanauer Kleinbahn
| Streckenlänge: | 14,9 / 10,2 km       |                                                       |                                                       |
| Spurweite: | 1435 mm (Normalspur) |                                                       |                                                       |
| Maximale Neigung: | 15 ‰                 |                                                       |                                                       |
| |                      |                                                       |                                                       |
| Hanau–Hüttengesäß/Langenselbold |                      |                                                       |                                                       |
| \| \| \| nach Hanau Nord \| \| \| \| 0,0 \| Hanau (Kleinbahnhof) \| Hanau (Kleinbahnhof) \| \| \| \| \| \| \| \| 1,1 \| Dreischienengleis der Eisenbahntruppen 600 mm/1435 mm \| Dreischienengleis der Eisenbahntruppen 600 mm/1435 mm \| \| \| \| \| \| \| \| 1,4 \| Neuhof[1] \| Neuhof[1] \| \| \| 4,9 \| Weiche Rückingen \| Weiche Rückingen \| \| \| \| Rückingen West vor 1923 \| \| \| \| 5,7 \| Rückingen West nach 1923 \| Rückingen West nach 1923 \| \| \| 5,9 \| Rückingen Ort \| Rückingen Ort \| \| \| \| Anschlussgleis Mühlenwerke Schönmeyer[Anm. 1] \| \| \| \| 10,0 \| Schwarzes Loch \| Schwarzes Loch \| \| \| 10,3 \| Gründau \| Gründau \| \| \| 10,4 \| Langenselbold Kleinbahnhof \| Langenselbold Kleinbahnhof \| \| \| \| schmalspuriger Anschluss \| \| \| \| \| Leimfabrik Steinhäuser und Petri \| \| \| \| 5,9 \| Rückingen Ost \| Rückingen Ost \| \| \| 6,3 \| Fallbach \| Fallbach \| \| \| 6,4 \| Langendiebach \| Langendiebach \| \| \| \| \| \| \| \| 6,5 \| Anschluss Zigarrenkistenfabrik Brüning und Sohn AG \| Anschluss Zigarrenkistenfabrik Brüning und Sohn AG \| \| \| \| \| \| \| \| 6,6 \| Fallbach \| Fallbach \| \| \| 8,7 \| Ravolzhausen \| Ravolzhausen \| \| \| \| \| \| \| \| 9,2 \| Anschluss Ziegelwerk Heinrich Müller & Will[Anm. 2] \| Anschluss Ziegelwerk Heinrich Müller & Will[Anm. 2] \| \| \| \| \| \| \| \| 10,8 \| Schafbach \| Schafbach \| \| \| 11,0 \| Schafbach \| Schafbach \| \| \| 11,8 \| Bruderdiebacher Hof \| Bruderdiebacher Hof \| \| \| 13,6 \| Fallbach \| Fallbach \| \| \| 15,1 \| Hüttengesäß \| Hüttengesäß \| |                      |                                                       |                                                       |
| |                      | nach Hanau Nord                                       |                                                       |
| Bahnhof (Strecke außer Betrieb) | 0,0                  | Hanau (Kleinbahnhof)                                  | Hanau (Kleinbahnhof)                                  |
| |                      |                                                       |                                                       |
| Kreuzung (Strecken außer Betrieb) | 1,1                  | Dreischienengleis der Eisenbahntruppen 600 mm/1435 mm | Dreischienengleis der Eisenbahntruppen 600 mm/1435 mm |
| |                      |                                                       |                                                       |
| Haltepunkt / Haltestelle (Strecke außer Betrieb) | 1,4                  | Neuhof                                                | Neuhof                                                |
| Strecke von links (außer Betrieb) · Abzweig geradeaus und nach rechts (Strecke außer Betrieb) | 4,9                  | Weiche Rückingen                                      | Weiche Rückingen                                      |
| Haltepunkt / Haltestelle (Strecke außer Betrieb) · Strecke (außer Betrieb) |                      | Rückingen West vor 1923                               | Rückingen West vor 1923                               |
| Haltepunkt / Haltestelle (Strecke außer Betrieb) · Strecke (außer Betrieb) | 5,7                  | Rückingen West nach 1923                              | Rückingen West nach 1923                              |
| Bahnhof (Strecke außer Betrieb) · Strecke (außer Betrieb) | 5,9                  | Rückingen Ort                                         | Rückingen Ort                                         |
| Abzweig geradeaus und nach links (Strecke außer Betrieb) · Strecke (außer Betrieb) |                      | Anschlussgleis Mühlenwerke Schönmeyer                 | Anschlussgleis Mühlenwerke Schönmeyer                 |
| Brücke über Wasserlauf (Strecke außer Betrieb) · Strecke (außer Betrieb) | 10,0                 | Schwarzes Loch                                        | Schwarzes Loch                                        |
| Brücke über Wasserlauf (Strecke außer Betrieb) · Strecke (außer Betrieb) | 10,3                 | Gründau                                               | Gründau                                               |
| Kopfbahnhof Streckenende und Streckenanfang (Strecke außer Betrieb) · Strecke (außer Betrieb) | 10,4                 | Langenselbold Kleinbahnhof                            | Langenselbold Kleinbahnhof                            |
| Strecke · Strecke (außer Betrieb) |                      | schmalspuriger Anschluss                              | schmalspuriger Anschluss                              |
| Betriebs-/Güterbahnhof Streckenende · Strecke (außer Betrieb) |                      | Leimfabrik Steinhäuser und Petri                      | Leimfabrik Steinhäuser und Petri                      |
| Bahnhof (Strecke außer Betrieb) | 5,9                  | Rückingen Ost                                         | Rückingen Ost                                         |
| Brücke über Wasserlauf (Strecke außer Betrieb) | 6,3                  | Fallbach                                              | Fallbach                                              |
| Bahnhof (Strecke außer Betrieb) | 6,4                  | Langendiebach                                         | Langendiebach                                         |
| |                      |                                                       |                                                       |
| Abzweig geradeaus und nach links (Strecke außer Betrieb) | 6,5                  | Anschluss Zigarrenkistenfabrik Brüning und Sohn AG    | Anschluss Zigarrenkistenfabrik Brüning und Sohn AG    |
| |                      |                                                       |                                                       |
| Brücke über Wasserlauf (Strecke außer Betrieb) | 6,6                  | Fallbach                                              | Fallbach                                              |
| Bahnhof (Strecke außer Betrieb) | 8,7                  | Ravolzhausen                                          | Ravolzhausen                                          |
| |                      |                                                       |                                                       |
| Abzweig geradeaus und nach links (Strecke außer Betrieb) | 9,2                  | Anschluss Ziegelwerk Heinrich Müller & Will           | Anschluss Ziegelwerk Heinrich Müller & Will           |
| |                      |                                                       |                                                       |
| Brücke über Wasserlauf (Strecke außer Betrieb) | 10,8                 | Schafbach                                             | Schafbach                                             |
| Brücke über Wasserlauf (Strecke außer Betrieb) | 11,0                 | Schafbach                                             | Schafbach                                             |
| Haltepunkt / Haltestelle (Strecke außer Betrieb) | 11,8                 | Bruderdiebacher Hof                                   | Bruderdiebacher Hof                                   |
| Brücke über Wasserlauf (Strecke außer Betrieb) | 13,6                 | Fallbach                                              | Fallbach                                              |
| Kopfbahnhof Streckenende (Strecke außer Betrieb) | 15,1                 | Hüttengesäß                                           | Hüttengesäß                                           |

Die Hanauer Kleinbahn verband zwischen 1896 und 1933 die Stadt Hanau mit Umlandgemeinden und den beiden Endpunkten Hüttengesäß und Langenselbold in Normalspur.

## Strecken

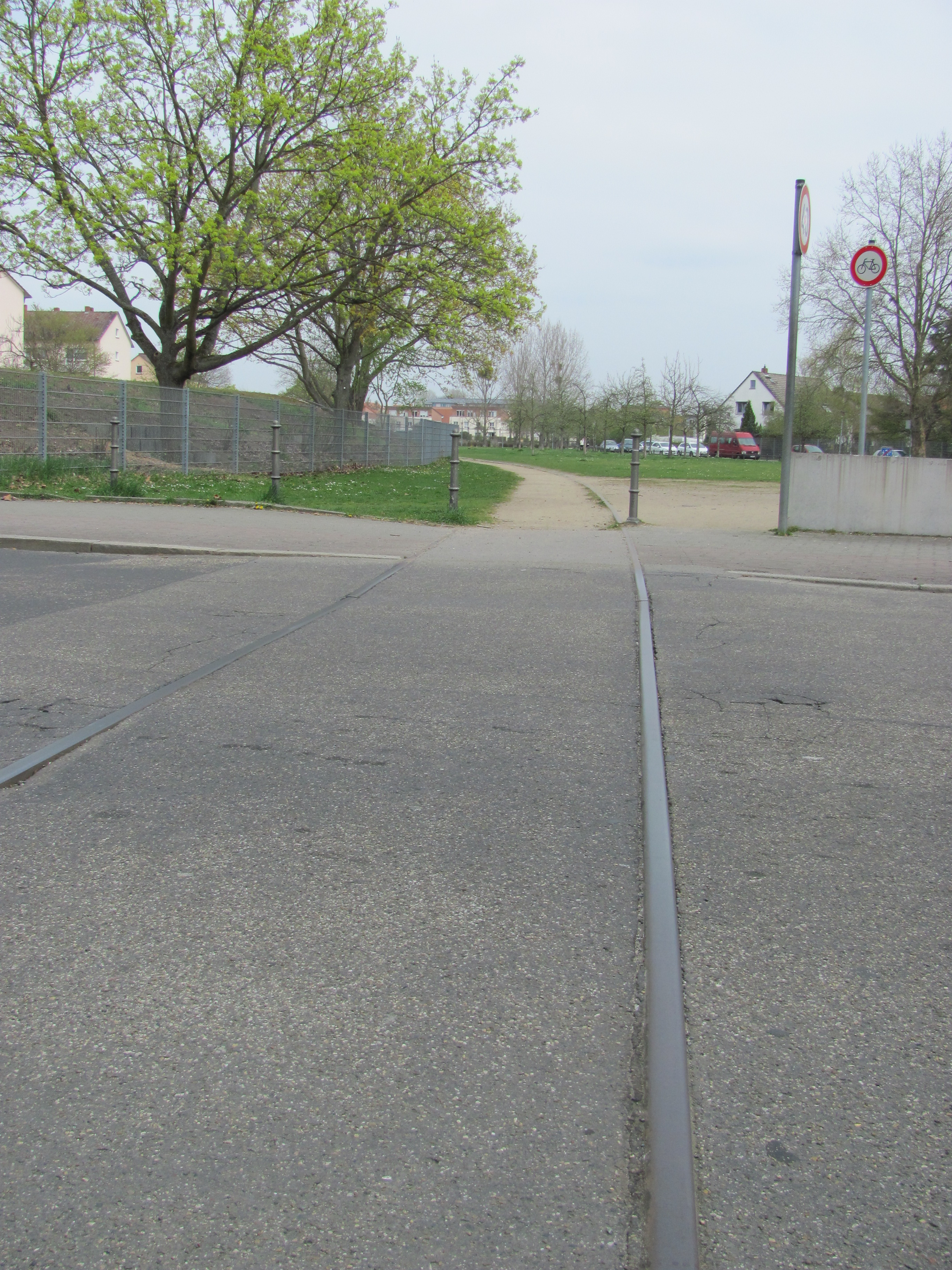
Trassenrest: Querung der Karl-Marx-Straße in Hanau

### Hanauer Kleinbahnhof
Der Hanauer Kleinbahnhof lag östlich der Gleise des Bahnhofs Hanau Nord und der Staatsbahnstrecke Friedberg–Hanau, zu der ein Verbindungsgleis bestand. Das ursprüngliche Projekt, die Kleinbahn bis zum Neustädter Markt in Hanau oder sogar bis zum Bahnhof Bahnhof Hanau West zu führen, wurde – obwohl die Genehmigung zur niveaugleichen Kreuzung der Bahnstrecke Friedberg–Hanau vorlag, nicht verwirklicht.
Der Hanauer Kleinbahnhof trug zunächst einfach die Bezeichnung Hanau, ab 1926 Hanau-Kleinbahnhof. Ein Foto zeigt die Beschriftung Hanau Lokalbahnhof und im Schriftverkehr wird er auch als Hanau Nord Kleinbahnhof bezeichnet.
Ausgehend von hier querte die Strecke zunächst das Areal des heutigen Hanauer Stadtteils Tümpelgarten und den Lamboywald, um dann der bestehenden Landstraße ins Kinzigtal, der Leipziger Straße, zu folgen. Hier trennten sich bei km 4,9 („Weiche Rückingen“) die beiden Streckenäste:

### Bahnstrecke Hanau–Langenselbold
Bahnhöfe
- Rückingen West war ein Haltepunkt und ein Bedarfshalt. 1923 wurde er aus der ursprünglichen Position etwas weiter in den Ort hinein verlegt. Er hatte keinerlei bauliche Anlagen außer dem Gleis selbst.[6]
- Rückingen Ort hatte außer dem Streckengleis nur noch ein Stumpfgleis. Es gab eine unbeheizte Holzhütte als Warteraum. Der Bahnhof war nicht besetzt. Fahrkarten verkaufte die benachbarte Gastwirtschaft der Witwe Dietz.[7] Wenige hundert Meter weiter bestand seit 1917 das Anschlussgleis für die Mühlenwerke Schönmeyer. Die Wagen wurden hier durch Abschneppern zugestellt, was zwar verboten war, aber erst nach einem Unfall am 21. April 1921, als eine Wagengruppe ungebremst den Prellbock überfuhr und zerstörte, unterlassen wurde.[8]
- Der Bahnhof in Langenselbold trug einfach die Bezeichnung Langenselbold.[Anm. 5] Er hatte ein Hauptgleis, ein Umfahrungsgleis und ein Stumpfgleis mit einem einständigen Lokomotivschuppen am Ende. Das Empfangsgebäude hatte einen angebauten Güterschuppen.[9]

Die „Bahnstraße“ in Langenselbold erinnert heute noch an die Lage des Bahnhofs der Kleinbahn.

Die Stadt Langenselbold besaß auch einen Staatsbahnhof an der Kinzigtalbahn. Dort befand sich seit 1904 auch der Endpunkt der Freigerichter Kleinbahn. Dieser Bahnhof war aber 2,5 km vom Stadtkern und 2 km vom Bahnhof der Hanauer Kleinbahn in Langenselbold entfernt, jenseits der Kinzig, und bei Hochwasser – die zumindest jedes Frühjahr kamen – vom Ort aus nicht mehr erreichbar.

### Bahnstrecke Hanau–Hüttengesäß
Zwischen Rückingen Weiche und Langendiebach verlief die Strecke auf einem eigenen Damm, die Ortsdurchfahrt dort erfolgte auf der Straße, der weitere Verlauf auf der Straße Langendiebach–Ravolzhausen.
Bahnhöfe
- Rückingen Ost; ein Haltepunkt[11]
- Der Bahnhof Langendiebach lag am südlichen Ortsrand.[12] Der langjährige Stationsvorsteher erwarb das Empfangsgebäude aus der Liquidationsmasse und betrieb darin eine Gastwirtschaft. Es wurde 2016 abgerissen.[13]
- Der Bahnhof Ravolzhausen lag in der heutigen Fallbachstraße.[14] Er war nicht mit Personal besetzt.[15]
- Der Bahnhof Bruderdiebacher Hof lag neben dem gleichnamigen Gehöft.[16]
- Der Bahnhof Hüttengesäß entstand südlich des Ortes, so dass er auch für die Einwohner von Neuwiedermuß gut erreichbar war[17] und die Möglichkeit bestanden hätte, die Bahn nach dort zu verlängern. Das Empfangsgebäude und der Lokschuppen sind als letzte Hochbauten der Hanauer Kleinbahn noch erhalten.[18]

Von der Strecke war ein Abzweig nach Marköbel vorgesehen, der allerdings nie gebaut wurde.

## Geschichte

### Beginn
Die Hanauer Kleinbahn verdankt ihre Entstehung einer Initiative, den ländlich geprägten Bereich der südlichen Wetterau östlich und nordöstlich von Hanau zu erschließen.
Die Genehmigung für den Bau wurde nach dem Preußischen Kleinbahn-Gesetz am 9. März 1896 Hermann Christner, Hanau, erteilt. Die Baukosten betrugen ca. 20.000 Mark/km. Die Inbetriebnahme erfolgte bereits am 1. Oktober 1896. Die Bahn über Hüttengesäß hinaus zu verlängern, wurde 1897 erwogen. Das Vorhaben, das über Altwiedermus und Büdingen nach Wolferborn oder Rinderbügen zu tun, scheiterte aber daran, dass es „grenzüberschreitend“ (von Preußen ins Großherzogtum Hessen) gewesen wäre und die hessische Seite kein Interesse zeigte. Auch wandte sich der Eisenbahn-Unternehmer, Hermann Christner, in dieser Zeit einem neuen Projekt zu, der Kahlgrundbahn.
Zu Beginn verkehrten auf dem Streckenast nach Langenselbold täglich sechs Zugpaare, auf dem Streckenast nach Hüttengesäß vier. Die Personenzüge führten die 2. und 3. Klasse, hatten Nichtraucher-Abteile und ab 1899 auch Wagen – die zumindest teilweise – nur von Frauen genutzt werden durften. Der überwiegende Teil der Fahrgäste nutzte Zeitkarten für den Arbeiterverkehr der 3. Klasse.
Hermann Christner, zunächst Alleineigentümer der Bahn, wandelte sie am 18. Juni 1897 in eine Aktiengesellschaft um, die Hanauer Kleinbahn-Gesellschaft AG. 1899 verkaufte Hermann Christner den überwiegenden Teil seiner Aktien an die in Berlin ansässige Vereinigte Eisenbahnbau- und Betriebs-Gesellschaft. Von 1897 bis 1934 befand sich der Sitz der Hanauer Kleinbahn-Gesellschaft AG dann auch in Berlin, anschließend wieder in Hanau.

### Betrieb
Die Höchstgeschwindigkeit auf eigener Trasse betrug 30 km/h (technisch war sie für 35 km/h ausgelegt), auf Strecken, die im Straßenraum verlegt waren, 20 km/h, in der Ortsdurchfahrt von Langendiebach sogar nur 10 km/h. Der Güterverkehr erfolgte durch gemischte Züge (PmG). Nur kurz vor dem Ersten Weltkrieg wurden, nachdem das Frachtaufkommen gestiegen war, auch reine Güterzüge gefahren, sowie nach 1931. Im Güterverkehr verkehrten Wagenladungen durchgehend von und zur Staatsbahn.
Bereits kurz nach Inbetriebnahme häuften sich die Beschwerden über die Qualität des angebotenen Services. Diese Mängel wurden durch den leichten Oberbau (Begrenzung auf 12 Tonnen Achslast) und dadurch verursacht, dass vor allem gebrauchtes Rollmaterial zum Einsatz kam. Weiter kam es in erheblichem Umfang zur Belästigung von Frauen in überfüllten Arbeiterzügen, die Züge waren oft verschmutzt.
Besonderheiten
Eine Besonderheit des Betriebs war, dass die Fahrzeuge, die ausschließlich auf der Kleinbahn verkehrten, eine Mittelpufferkupplung hatten. Da aber Güterwagen aus dem allgemeinen Verkehr der Preußischen Staatseisenbahnen und später der Deutschen Reichsbahn mit den dort üblichen Stoß- und Zugvorrichtungen auf die Kleinbahn übergingen, muss es dafür eine technische Möglichkeit gegeben haben – welche ist heute unbekannt.
Die Kleinbahn beförderte auch Bahnpost – zunächst nur auf der Linie nach Hüttengesäß, nach Langenselbold wohl erst ab dem Sommerfahrplan 1913. Die Post nutzte die Möglichkeit bis 1930.

### Ende
An den wirtschaftlichen Schwierigkeiten nach dem Ersten Weltkrieg scheiterte die Kleinbahn. Das Betriebsmaterial war völlig heruntergewirtschaftet und oft kam es zu großen Verspätungen. Die 2. Klasse wurde nun nicht mehr angeboten, sie wurde zuletzt kaum noch genutzt. Der Betrieb wurde wiederholt teilweise und vorübergehend eingestellt: 1921 durch einen unbefristeten Streik der Eisenbahner, 1922 wurde aus Finanznot am Wochenende nicht mehr gefahren, Anfang 1923 auch Züge unter der Woche aus dem Fahrplan gestrichen, im Herbst der Verkehr auf dem Streckenast nach Langenselbold zeitweise aufgegeben. Die Betreibergesellschaft und der Landkreis Hanau konnten sich erst im Herbst 1924 auf die Modalitäten einer (Mit-)finanzierung durch den Kreis einigen. Daraufhin wurde der Verkehr nach Langenselbold wieder aufgenommen. Die wirtschaftliche Basis blieb schwach. Der Versuch, auch am Sonntag wieder im Personenverkehr zu fahren, wurde wegen der schwachen Resonanz 1925 nach einigen Monaten wieder aufgegeben. Die folgenden Jahre sind gekennzeichnet durch eine wirtschaftliche Situation am Rande der Insolvenz und erörterte, aber letztendlich gescheiterte Versuche, die dauerhafte Finanzierung sicherzustellen. Am 1. April 1931 folgte die Einstellung des Personenverkehrs, der von Omnibussen übernommen wurde. 1932/33 hielten noch fünf Eisenbahner den Betrieb mit zwei Lokomotiven aufrecht: Montags bis freitags fuhr jeden Tag ein Güterzug nach Hüttengesäß, nach Langenselbold nur noch „nach Bedarf“.
Da die nach wie vor auf private Rechnung fahrende Bahn nur weiter Defizite einfuhr, die öffentliche Hand sich nicht in der Lage sah, das über ihre Mittel auszugleichen, verpflichtete ein Bescheid des Regierungspräsidiums die Bahn, ihren Betrieb nach Abschluss der „Rübensaison“ am 30. November 1933 einzustellen. Das war das betriebliche Aus. 1935 wurde der Gesellschaft die Betriebskonzession entzogen.